# WhatsApp
WhatsApp là một ứng dụng nhắn tin đa nền tảng, thuộc sở hữu của Meta, cho phép bạn nhắn tin miễn phí với mạng có sẵn trên thiết bị di động. WhatsApp đã hỗ trợ cho các nền tảng IOS, BlackBerry, Android, Windows Phone, và những điện thoại trên đều có thể nhắn tin cho nhau. Vì WhatsApp sử dụng cùng một đường truyền internet mà bạn sử dụng cho email và lướt web, cùng với việc nhắn tin miễn phí, ứng dụng giúp bạn có thể giữ liên lạc dễ dàng với bạn bè.
Ngoài những tính năng thông dụng của một trình nhắn tin, WhatsApp có thể tạo nhóm, gửi không giới hạn ảnh, video và nhạc tới các thành viên. WhatsApp xử lý tới 27 tỷ tin nhắn mỗi ngày, và có hơn 450 triệu người dùng tích cực một tháng.
Ngày 19/2/2014 Facebook đã chi tới 19 tỷ USD để mua lại dịch vụ nhắn tin với 450 triệu người dùng này. Họ sẽ thanh toán bằng 12 tỷ USD cổ phiếu Facebook, 4 tỷ USD tiền mặt và thêm 3 tỷ USD cổ phiếu hạn chế chuyển nhượng dành cho các sáng lập viên WhatsApp cũng như nhân viên trong 4 năm. Đây là thương vụ lớn nhất của Facebook từ trước đến nay.
Tại Triển lãm công nghệ di động (MWC) lớn nhất thế giới đang diễn ra tại Barcelona (Tây Ban Nha), CEO Facebook Mark Zuckerberg cho biết công ty WhatsApp "đáng giá hơn 19 tỷ USD rất nhiều".
Ngày 20/2, Mark đã làm cả thế giới sửng sốt khi tuyên bố chi số tiền khổng lồ để mua lại ứng dụng nhắn tin trên Internet mới vài năm tuổi.

## Liên kết
- Website chính thức

Bản mẫu:Phần mềm Encryption
Bản mẫu:Thung lũng Silicon